# Szabó Miklós (régész)
Szabó Miklós (Szombathely, 1940. július 3. – 2023. december 14.) Széchenyi-díjas magyar régész, ókorkutató, egyetemi tanár, a Magyar Tudományos Akadémia rendes tagja. Az ókori (elsősorban görög, kelta és etruszk) régészet neves kutatója. 1991 és 1993 között az Eötvös Loránd Tudományegyetem általános rektorhelyettese, majd 1999-ig rektora.

## Életpályája
1958-ban érettségizett a szombathelyi Nagy Lajos Gimnáziumban, majd felvették az Eötvös Loránd Tudományegyetem Bölcsészettudományi Kar régészet–latin szakára, ahol 1963-ban szerzett tanári diplomát. 1965-ben védte meg egyetemi doktori disszertációját.
Diplomájának megszerzése után a Magyar Nemzeti Múzeum régészeti osztályának munkatársa lett, majd három évvel később a Szépművészeti Múzeum antik osztályának muzeológusa, később tudományos titkára lett. 1985-ben a múzeum főigazgató-helyettesévé nevezték ki.
1973-ban az ELTE Bölcsészettudományi Kar ókori régészeti tanszékének mellékállású oktatója lett, 1983-ban docensi kinevezést kapott. 1987-ben főállású oktatója lett az egyetemnek, ekkor mondott le a Szépművészeti Múzeumban betöltött tisztségéről is. 1989-ben egyetemi tanárrá és a tanszék vezetőjévé nevezték ki. 1991 és 1993 között az ELTE általános rektorhelyettese volt, majd megválasztották az egyetem rektorává, mely tisztségét 1999-ig töltötte be. Eközben 1994 és 2005 között az ELTE BTK Régészeti Intézete igazgatója is volt.
Számos külföldi egyetem vendégprofesszora volt: Sorbonne (1980–1981), École normale supérieure (1985), Collège de France (1989, 2000-től), Dijoni Egyetem (2003-tól). 1998 és 2001 között a franciaországi magyar kulturális évad előkészítő bizottságának elnöke, majd miniszteri biztosa volt. Az Acta Archeologica és az Études Celtiques című szakfolyóirat szerkesztőbizottságának tagja. 1989 és 1991 között A kelták című velencei kiállítás egyik igazgatója volt.
1980-ban védte meg a történettudományok kandidátusi, 1987-ben akadémiai doktori értekezését. 1995-ben megválasztották a Magyar Tudományos Akadémia levelező, 2001-ben pedig rendes tagjává. Korábban már tagja volt az MTA Ókortudományi, a Kutatásértékelési és a Régészeti Bizottságba (utóbbinak 1994-ben lett elnöke). 1994 és 1997 között a Magyar Akkreditációs Bizottság társadalomtudományi kollégiumának elnöke volt. 2005-ben a Filozófia és Történettudományi Osztály elnökévé választották, ezzel az MTA elnökségének is tagja lett. Ezenkívül a Német Régészeti Intézet, a Barcelonai Királyi Akadémia, a Francia Akadémia és a Görög Régészeti Társaság is felvette tagjai sorába.

## Munkássága
Kutatási területei: Európa vaskorának története és régészete, a kelta művészet és az ókori görög, etruszk régészet.
Egyetemi és múzeumi munkája mellett különböző régészeti ásatásoknál is dolgozott: 1970 és 1978 között az athéni Francia Régészeti Intézet görögországi (Delphoi és Argosz), 1978-tól az Aix-en-Provence-i Egyetem dél-franciaországi kutatásaiban vett részt. 1988-ban a bibracte-i (Bourgogne) magyar ásatási expedíció vezetője lett. Itt a vaskori kelta urbanizáció (városiasodás) problémakörét kutatja.
Elkészítette a boiótiai agyagplasztikák archaikus anyagának monográfiáját. A keltológia (kelta tudományok) területén a keleti kelták művészetével, illetve a kelták és a mediterrán kultúra egymás közötti kapcsolatával foglalkozik. Munkája során feldolgozta a Kárpát-medence kelta eredetű vésett díszítésű fegyvereinek emlékanyagát.

## Családja
Nős, házasságából három fiúgyermeke született.

## Díjai, elismerései
- Kuzsinszky-érem (1984, Magyar Régészeti és Művészettörténeti Társulat)
- Collège de France-emlékérem (1989, Párizs)
- Rómer Flóris-emlékérem (1990, Magyar Régészeti és Művészettörténeti Társulat)
- Francia Nemzeti Érdemrend (1995, lovagi fokozat)
- a dijoni Bourgogne Egyetem díszdoktora (1996)
- a Bolognai Egyetem díszdoktora (1999)
- francia Becsületrend (2001, parancsnoki fokozat)
- Művészetek és Irodalom Érdemrend (2001, parancsnoki fokozat)
- A Magyar Köztársasági Érdemrend középkeresztje (2007)
- Széchenyi-díj (2011)

## Főbb publikációi
- Kelták nyomában Magyarországon (1971)
- Hellász fénykora (1972)
- Világtörténelem képekben I. (társszerző, 1972)
- A keleti kelta művészet (társszerző, 1974)
- Les Celtes (társszerző, 1978)
- Archaikus agyagszobrászat Boiótiában (1986)
- Les Celtes en Pannonie (1988)
- Les Celtes de l'Est: Le second âge du Fer dans la cuvette des Karpates (1992)
- Decorated Weapons of the La Tène Iron Age in the Carpatian Basin (F. Petres Évával, 1992)
- Archaic Terracottas of Boeotia (1994)
- Storia d'Europa (társszerző, 1994)
- Prähistorische Goldschätze aus dem Ungarischen Nationalmuseum (társszerző, 1999)
- Tumultus Gallicus (2000)
- Celtas y Vettones (társszerző, 2001)
- Celtes de Hongrie (2002)
- A keleti kelták (2005)
- Études sur Bibracte-1. (társszerkesztő, 2005)
- Les Civilisés et les Barbares: du Ve au IIe siècle avant J.-C. (főszerkesztő, 2006)
- L'Habitat de l'époque de La Tène à Sajópetri–Hosszú-dűlő (2007)
- Szabó Miklós–Borhy László: Magyarország története az ókorban. Kelták és rómaiak; L'Harmattan, Bp., 2015 (Bibliotheca archaeologica)